# عدوى الجهاز التنفسي

الجهاز التنفسي

عدوى الجهاز التنفسي (بالإنجليزية: Respiratory tract infection)‏ هي إصابة معدية تصيب الجهاز التنفسي. تصنَّف العدوى من هذا النوع إلى عدوى الجهاز التنفسي العلوي وعدوى الجهاز التنفسي السفلي. تميل عدوى الجهاز التنفسي السفلي، مثل ذات الرئة لتكون أكثر حدة بكثير من التهابات الجهاز التنفسي العلوي، مثل الزكام.

## أنواعها

### عدوى الجهاز التنفسي العلوي
يعتبر الجهاز التنفسي العلوي بأنه السبيل التنفسي الذي يقع فوق مزمار الحنجرة أو الحبال الصوتية. ويُعتبر في بعض الأحيان بأنه السبيل التنفسي الذي يمتد فوق الغضروف الحلقي. يشمل هذا الجزء من السبيل التنفسي الأنف والجيوب الأنفية والبلعوم والحنجرة.
تشمل التهابات الجهاز التنفسي العلوي التهاب اللوزتين والتهاب البلعوم والتهاب الحنجرة والتهاب الجيوب الأنفية والتهاب الأذن الوسطى وأنواع معينة من الأنفلونزا والزكام. قد تشمل أعراض عدوى الجهاز التنفسي العلوي السعال والتهاب الحلق وسيلان الأنف واحتقان الأنف والصداع وحمى منخفضة الدرجة وحس ضغط في الوجه والعطاس.

### عدوى الجهاز التنفسي السفلي
يتكون الجهاز التنفسي السفلي من القصبة الهوائية (الرغامى) والشعبتين الهوائيتين والقصيبات والرئتين.
تكون عدوى الجهاز التنفسي السفلي عادة أكثر حدة من عدوى الجهاز التنفسي العلوي. عدوى الجهاز التنفسي السفلي هي السبب الرئيسي للوفاة بين جميع الأمراض المعدية. أكثر أنواع عدوى الجهاز التنفسي السفلي شيوعًا هو كل من التهاب الشعب الهوائية والالتهاب الرئوي. تصيب الأنفلونزا كلًا من الجهاز التنفسي العلوي والسفلي، ولكن السلالات الأكثر خطورة مثل إتش 5 إن 1 تميل إلى الارتباط بمستقبلات عميقة في الرئتين.

## التشخيص
يسمح فحص وظائف الرئة بتقدير وتقييم المسالك الهوائية ووظائف الرئة، بالإضافة إلى معايير محددة لتشخيص مجموعة من التهابات الجهاز التنفسي. تساعد طرق مثل تقنيات تخفيف الغازات ومخطط التحجم في تحديد السعة الوظيفية المتبقية وإجمالي سعة الرئة. تُجرى مجموعة من اختبارات وظائف الرئة المتقدمة في حال كانت قيم الاختبارات السابقة عالية بشكل غير طبيعي. لم تدعم المراجعة المنهجية للتجارب السريرية عام 2014 إجراء الاختبار الفيروسي السريع الروتيني لتقليل استخدام المضادات الحيوية عند الأطفال في أقسام الطوارئ. من غير الواضح ما إذا كان الاختبار الفيروسي السريع في قسم الطوارئ للأطفال المصابين بعدوى الجهاز التنفسي الحموية الحادة يقلل من معدلات استخدام المضادات الحيوية أو اختبارات الدم أو اختبار البول. تبلغ نسبة الحد من المخاطر النسبية لاستخدام أشعة إكس عند الأطفال الذين أجروا اختبارًا فيروسيًا سريعًا 77% مقارنةً بمجموعة الشاهد. في عام 2013، طور الباحثون جهاز اختبار للتنفس يمكنه تشخيص التهابات الرئة على الفور.

## مضادات حيوية
البكتيريا هي كائنات وحيدة الخلية موجودة على الأرض تستطيع أن تنمو في بيئات مختلفة، بما في ذلك جسم الإنسان. المضادات الحيوية هي أدوية مصممة لعلاج الالتهابات البكتيرية التي تحتاج إلى دورة علاجية قوية، لا يُنصح باستخدام المضادات الحيوية للعدوى البكتيرية الشائعة لأنه غالبًا ما سيكون الجسم قادرًا على علاجها. لا تعالج الصادات العدوى الفيروسية بفعالية مثل الزكام والأنفلونزا والتهاب الشعب الهوائية والتهاب الجيوب الأنفية والتهابات الجهاز التنفسي الشائعة. السبب في ذلك هو خصائص المضادات الحيوية التي تقتل البكتيريا فقط، وليس الفيروسات. 

أفاد مركز السيطرة على الأمراض عن وجود زيادة كبيرة في وصفات المضادات الحيوية. صُرفت 47 مليون وصفة طبية في الولايات المتحدة في عام 2018 لعدوى لا تحتاج إلى مضادات حيوية للعلاج. يوصى بتجنب استخدام المضادات الحيوية ما لم تكن الالتهابات البكتيرية شديدة أو قابلة للانتقال أو تعرض لخطر زيادة المضاعفات في حال تركت بدون علاج. قد يؤدي الاستخدام غير الضروري للمضادات الحيوية إلى زيادة العدوى المقاومة لها، والتأثير على الجهاز الهضمي، والتسبب بتفاعلات حساسية، وآثار جانبية شديدة أخرى. وجدت دراسة نشرت في دورية الجمعية الطبية الأمريكية أن المضادات الحيوية ضيقة الطيف، مثل الأموكسيسيلين، فعالة بشكل يقارب فعالية البدائل واسعة النطاق لعلاج التهابات الجهاز التنفسي الحادة عند الأطفال، ولكنها أقل خطرًا من ناحية الآثار الجانبية. 

معدل السنة الحياتية للإعاقة لعدوى الجهاز التنفسي لكل 100,000 مواطن في عام 2002.
أقل من 100
100-700
700-1400
1400-2100
2100-2800
2800-3500
3500-4200
4200-4900
4900-5600
5600-6300
6300-7000
أكثر من 7000

1. ↑  Thapa S، Gokhale S، Sharma AL، Sapkota LB، Ansari S، Gautam R، وآخرون (1 أكتوبر 2017). "Burden of bacterial upper respiratory tract pathogens in school children of Nepal". BMJ Open Respiratory Research. ج. 4 ع. 1: e000203. DOI:10.1136/bmjresp-2017-000203. PMC:5652512. PMID:29071076.
2. ↑  Eccles MP، Grimshaw JM، Johnston M، Steen N، Pitts NB، Thomas R، وآخرون (أغسطس 2007). "Applying psychological theories to evidence-based clinical practice: identifying factors predictive of managing upper respiratory tract infections without antibiotics". Implementation Science. ج. 2: 26. DOI:10.1186/1748-5908-2-26. PMC:2042498. PMID:17683558.{{استشهاد بدورية محكمة}}:  صيانة الاستشهاد: دوي مجاني غير معلم (link)
3. ↑  Robert Beaglehole...؛ وآخرون (2004). The World Health Report 2004 - Changing History (PDF). منظمة الصحة العالمية. ص. 120–4. ISBN:92-4-156265-X. مؤرشف من الأصل (PDF) في 2021-10-04.
4. ↑  Antibiotic Expert Group (2006). "Therapeutic guidelines: Antibiotics" (ط. 13th). North Melbourne. DOI:10.18773/austprescr.2007.042. مؤرشف من الأصل في 2018-06-02. {{استشهاد بدورية محكمة}}: الاستشهاد بدورية محكمة يطلب |دورية محكمة= (مساعدة)
5. ↑  van Riel D، Munster VJ، de Wit E، Rimmelzwaan GF، Fouchier RA، Osterhaus AD، Kuiken T (أبريل 2006). "H5N1 Virus Attachment to Lower Respiratory Tract". Science. ج. 312 ع. 5772: 399. DOI:10.1126/science.1125548. PMID:16556800.
6. 1 2 3  Zavorsky GS (مارس 2013). "The rise in carboxyhemoglobin from repeated pulmonary diffusing capacity tests". Respiratory Physiology & Neurobiology. ج. 186 ع. 1: 103–8. DOI:10.1016/j.resp.2013.01.001. PMID:23333819. S2CID:2355039.
7. 1 2  Doan Q، Enarson P، Kissoon N، Klassen TP، Johnson DW (سبتمبر 2014). "Rapid viral diagnosis for acute febrile respiratory illness in children in the Emergency Department". The Cochrane Database of Systematic Reviews ع. 9: CD006452. DOI:10.1002/14651858.CD006452.pub4. PMC:6718218. PMID:25222468.
8. ↑  "Breath Test Could Sniff Out Infections in Minutes". Scientific American. 11 يناير 2013. مؤرشف من الأصل في 2015-04-30. اطلع عليه بتاريخ 2013-02-05.
9. ↑  Zhu J، Bean HD، Wargo MJ، Leclair LW، Hill JE (مارس 2013). "Detecting bacterial lung infections: in vivo evaluation of in vitro volatile fingerprints". Journal of Breath Research. ج. 7 ع. 1: 016003. Bibcode:2013JBR.....7a6003Z. DOI:10.1088/1752-7155/7/1/016003. PMC:4114336. PMID:23307645.
10. ↑  "Bacteria". Genome.gov (بالإنجليزية). Archived from the original on 2021-11-08. Retrieved 2020-11-19.
11. ↑  CDC (13 Mar 2020). "What You Should Know About Antibiotics". Centers for Disease Control and Prevention (بالإنجليزية الأمريكية). US Department of Health and Human Services. Archived from the original on 2021-04-17. Retrieved 2020-11-19.
12. ↑  CDC (18 Mar 2020). "Common Illnesses". Centers for Disease Control and Prevention (بالإنجليزية الأمريكية). US Department of Health and Human Services. Archived from the original on 2021-03-21. Retrieved 2020-11-19.
13. ↑  "Antibiotics — When To Use & Do They Treat Viruses?". Kaiser Permanente Washington. مؤرشف من الأصل في 2020-12-28. اطلع عليه بتاريخ 2020-11-19.
14. ↑  "Antibiotic Use in the United States, 2018 Update: Progress and Opportunities" (PDF). Centers for Disease Control and Prevention. Atlanta, GA: US Department of Health and Human Services. 2019. مؤرشف من الأصل (PDF) في 2021-06-29.
15. ↑  "Antibiotics". nhs.uk (بالإنجليزية). 20 Oct 2017. Archived from the original on 2021-02-24. Retrieved 2020-11-19.
16. ↑  "Antibiotics - Side effects". nhs.uk (بالإنجليزية). 3 Oct 2018. Archived from the original on 2021-11-03. Retrieved 2020-11-19.
17. ↑  Gerber JS، Ross RK، Bryan M، Localio AR، Szymczak JE، Wasserman R، وآخرون (ديسمبر 2017). "Association of Broad- vs Narrow-Spectrum Antibiotics With Treatment Failure, Adverse Events, and Quality of Life in Children With Acute Respiratory Tract Infections". JAMA. ج. 318 ع. 23: 2325–2336. DOI:10.1001/jama.2017.18715. PMC:5820700. PMID:29260224.